# Pieve di San Giusto in Salcio
La pieve di San Giusto in Salcio è un edificio sacro situato nel comune di Gaiole in Chianti, in provincia di Siena.

## Storia
L'edificio è citato più volte nella carte dell'abbazia di Coltibuono risalenti all'XI secolo. In seguito viene citata in una bolla di Pasquale II indirizzata al vescovo Giovanni da Fiesole e datata11 marzo 1103 con la quale questa pieve venne confermata al vescovo la pertinenza.
La chiesa ebbe un patrimonio ricco tanto che spesso venne data in commenda ad importanti personaggi quali un arcivescovo di Pisa e a vari canonici delle famiglie dei Buondelmonti e degli Alamanni.
Tutto il complesso è stato oggetto di un radicale restauro effettuato tra il 1926 e il 1929.

## Descrizione

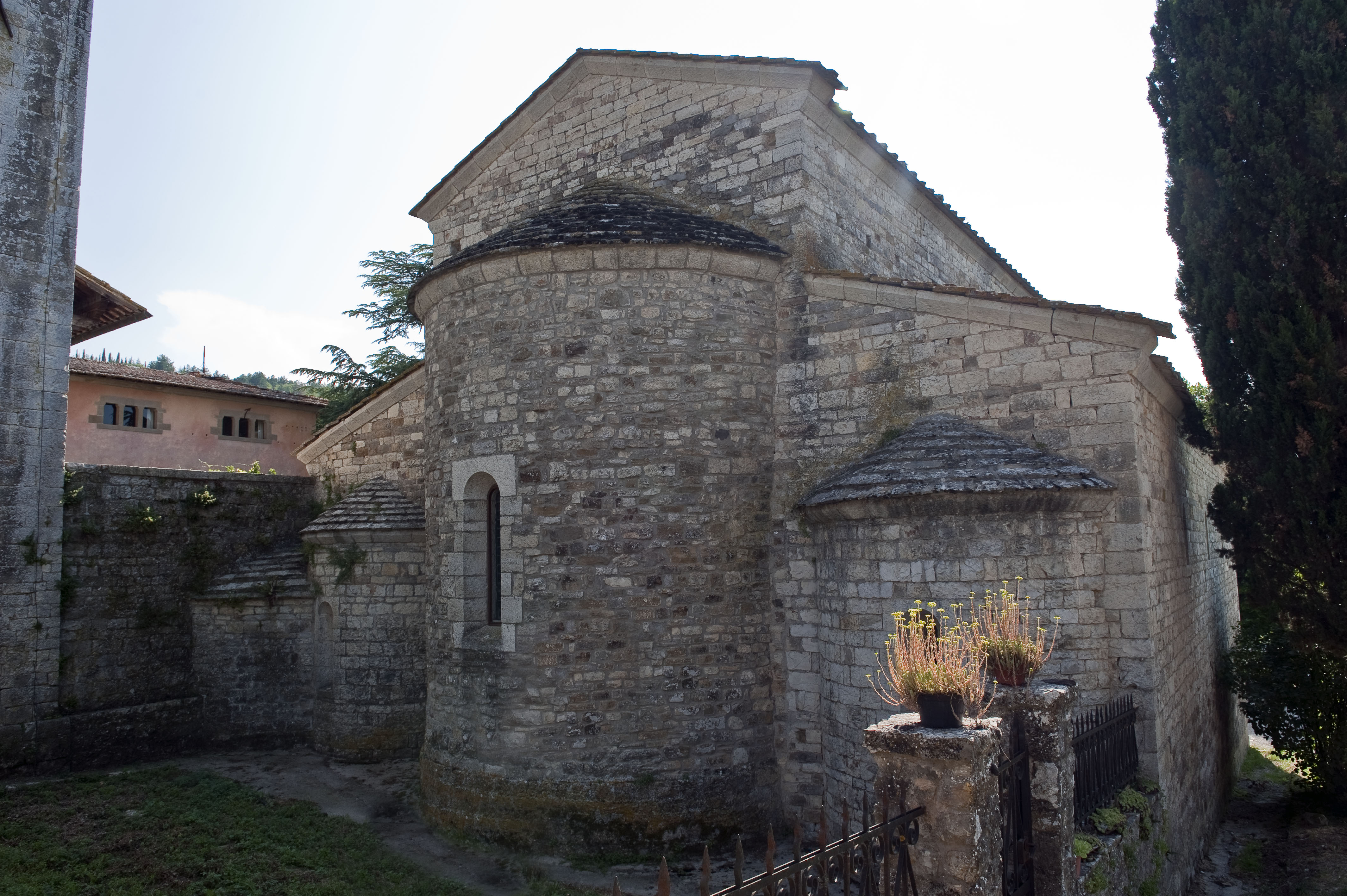
Abside

La chiesa ha un impianto basilicale a tre navate terminanti in altrettante absidi ed è coperta mediante capriate a vista. All'interno la divisione spaziale delle navate è effettuata con pilastri quadrangolari conclusi da una semplice mensola sulla quale si appoggia l'archeggiatura. L'illuminazione dell'interno è affidata a tutta una serie di finestrelle strombate poste nelle pareti laterali, nel cleristorio, nelle absidi e anche dall'oculo in facciata.
Sul retro della chiesa si trova la torre campanaria, isolata dal resto dell'edificio. Si tratta di una poderosa torre a pianta quadrata la cui parte superiore è frutto di restauro.
Ciò che resta delle sue strutture murarie originali, si configura in alcuni elementi dell'abside e della facciata, per il resto la pieve è stata ricostruita.